# Maks Kraczkowski
Maks Kraczkowski (Varsóvia; 9 de Março de 1979) é um político da Polónia. Ele foi eleito para a Sejm em 25 de Setembro de 2005 com 10458 votos em 38 no distrito de Piła, candidato pelas listas do partido Prawo i Sprawiedliwość.